# Babia Polanka
Babia Polanka (słow. Babia polianka) – polana w dolnej części Babiej Doliny (słow. Babia dolina) na północnej stronie słowackich Tatr Bielskich.
Polana znajduje się zaraz za zakrętem Doliny za Tokarnią, w dolnej części orograficznie lewych zboczy Babiej Doliny, na wysokości około 920–970 m n.p.m. Do jej dolnego końca dochodzi droga od wylotu Doliny za Tokarnią. Jest jedną z czterech polan tej doliny; trzy pozostałe znajdują się przed zakrętem, w części doliny wznoszącej się ze wschodu na zachód.
Polana znajduje się na obszarze ochrony ścisłej TANAP-u i nie prowadzi przez nią żaden szlak turystyczny. Z tego względu jest praktycznie nieznana i na mapach nie posiada nazwy. Jej nazwa jest autorstwa W. Cywińskiego.